# (34845) 2001 SN278
2001 أس أن 278 (ويعرف أيضًا باسم (34845) 2001 أس أن 278 وفق تسمية الكوكب الصغير) (بالإنجليزية: 2001 SN278)‏ هو كويكب ضمن حزام الكويكبات؛ وترتيبه 34845 من حيث الاكتشاف.
اكتُشف هذا الجُرم الفلكي بواسطة مرصد لويل للبحث عن الأجرام القريبة من الأرض في 21 سبتمبر 2001.

## وصلات خارجية
- (34845) 2001 SN278 في قاعدة بيانات مختبر الدفع النفاث لأجرام النظام الشمسي الصغيرة

- الاكتشاف · مخطط المدار ·  العناصر المدارية · المعلمات المادية

- (34845) 2001 SN278 على موقع ويكي سكاي: DSS2, SDSS, GALEX, IRAS, Hydrogen α, X-Ray, Astrophoto, Sky Map, Articles and images